# 别儿迪别
别儿迪别（Berdi Beg，？—1359年），金帐汗国第十二任可汗，札尼别的儿子。1357年，札尼别攻入阿塞拜疆和桃里寺（大不里士），灭亡楚邦王朝，桃里寺的正统伊儿汗国宣告结束。札尼别让别儿迪别留下来镇守桃里寺，但是不久，因札尼别病重，别儿迪别被召回钦察。别儿迪别毒杀了父亲，登上了王位。金帐汗国陷入了混乱局面。1359年，他的弟弟忽里纳将他刺杀后继位。
| 前任： 札尼别 | 金帐汗国君主 1357年—1359年 | 繼任： 忽里纳 |